# Ayman Ben Hassine
Pour les articles homonymes, voir Hassine.
Ayman Ben Hassine, né le 8 novembre 1980, est un coureur cycliste tunisien membre de l'équipe Doha de 2008 à 2009 et faisant carrière sur route.

## Palmarès
- 2000
  - 2e du championnat de Tunisie sur route
- 2004
  -  Champion de Tunisie sur route
  - 1re étape du Tour d'Égypte
- 2005
  -  Champion de Tunisie sur route
  - 4e étape du Tour d'Égypte
- 2006
  - 6e étape du Tour des aéroports
  - 2e étape du Tour du Maroc
  - 2e du championnat de Tunisie sur route
- 2007
  -  Champion de Tunisie sur route
  -  Champion de Tunisie du contre-la-montre
  - 5e étape du Tour d'Égypte
  - 6e étape du Tour de Libye
  -  Médaille d'argent du contre-la-montre au championnat arabe
- 2008
  -  Champion de Tunisie du contre-la-montre
  - 3e et 4e étapes du Tour d'Égypte
  - 1re et 8e étapes du Tour de la Pharmacie Centrale
  - International Grand Prix Messaeed
  - International Grand Prix Doha
  - 2e étape du Cycling Golden Jersey
  - 2e du Tour d'Égypte
  - 6e du championnat d'Afrique sur route
  - 8e du championnat d'Afrique du contre-la-montre
- 2009
  - H. H. Vice-President's Cup
  - Emirates Cup

## Classements mondiaux
| Année           | 2005 | 2006 | 2007 | 2008 | 2009 |
| --------------- | ---- | ---- | ---- | ---- | ---- |
| UCI Africa Tour | 47e  | 38e  | 6e   | 14e  | 52e  |
| UCI Asia Tour   |      |      |      | 189e | 6e   |